# Кусилвак
Кусилвак (англ. Kusilvak), ранее была известна как Уэйд-Хэмптон (англ. Wade Hampton) — зона переписи населения в штате Аляска, США. Является частью неорганизованного боро и потому не имеет административного центра. Крупнейшим населённым пунктом на данной территории является город Хупер-Бей. Население зоны по данным переписи 2010 года составляет 7459 человек.

## География
Площадь зоны — 50 950 км², из которых 44 240 км² занимает суша и 6710 км² (13,2 %) занимают открытые водные пространства. Граничит с зоной переписи населения Ном (на севере), зоной переписи населения Юкон-Коюкук (на востоке) и зоной переписи населения Бетел (на юге). На западе омывается водами Берингова моря.

## Население
По данным переписи 2000 года, население зоны составляет 7028 человек. Плотность населения равняется 0,14 чел/км². Расовый состав зоны включает 4,74 % белых; 0,06 % чёрных или афроамериканцев; 92,53 % коренных американцев; 0,10 % азиатов; 0,03 % выходцев с тихоокеанских островов; 0,03 % представителей других рас и 2,52 % представителей двух и более рас. 0,33 % из всех рас — латиноамериканцы. 49,75 % населения зоны говорят дома на центрально-юпикском языке.
Из 1602 домохозяйств 59,7 % имеют детей в возрасте до 18 лет, 47,4 % являются супружескими парами, проживающими вместе, 20,3 % являются женщинами, проживающими без мужей, а 19,1 % не имеют семьи. 16,0 % всех домохозяйств состоят из отдельно проживающих лиц, в 1,8 % домохозяйств проживают одинокие люди в возрасте 65 лет и старше. Средний размер домохозяйства составил 4,38, а средний размер семьи — 4,95.
В зоне проживает 46,6 % населения в возрасте до 18 лет; 9,7 % от 18 до 24 лет; 25,6 % от 25 до 44 лет; 13,1 % от 45 до 64 лет и 5,0 % в возрасте 65 лет и старше. Средний возраст населения — 20 лет. На каждые 100 женщин приходится 109,0 мужчин. На каждые 100 женщин в возрасте 18 лет и старше приходится 107,7 мужчин.
Динамика численности населения по годам:
| 1960 | 1970 | 1980 | 1990 | 2000 | 2010 |
| ---- | ---- | ---- | ---- | ---- | ---- |
| 3128 | 3917 | 4665 | 5791 | 7028 | 7459 |

### Города
- Алаканук
- Чевак
- Эммонак
- Хупер-Бей
- Котлик
- Маршалл
- Маунтин-Виллидж
- Нунам-Икуа
- Пайлот-Стейшен
- Рашен-Мишен
- Сент-Мэрис
- Скаммон-Бей

### Статистически обособленные местности
- Питкас-Пойнт